# Psilomma
Psilomma is een geslacht van vliesvleugelige insecten uit de familie Diapriidae.

## Soorten
- P. dubium Kieffer, 1908
- P. fuscicornis Kieffer, 1908
- P. fusciscapis Foerster, 1861